# Nicolás González Martínez
Nicolás González Martínez (¿Madrid, 1708? - d. de 1773) fue un dramaturgo español del siglo XVIII.

## Biografía
Quizá emparentado con el Nicolás Martínez amigo de Pietro Metastasio, según hipótesis de Ana María Contreras, aparece en los documentos ya relacionado con el teatro en Madrid, en 1733 en calidad de testigo; y como para poder serlo debía ser, según la ley, mayor de edad (en esa época a los 25 años), seguramente nació en 1708 o antes. Sustituyó en la Corte al dramaturgo José de Cañizares en 1747 para componer "comedias y zarzuelas nuevas y remiendo de las antiguas". En 1751 fue nombrado allí censor de comedias, sustituyendo a Bernardo José Reinoso, y estuvo en el cargo hasta el 16 de diciembre de 1766. En la compañía de Parra se ocupó entre 1743 y 1753 en arreglar comedias viejas a la escena moderna, adaptar las nuevas y componer sainetes. 
Era hombre de espíritu muy moderno, decidido defensor de la igualdad de género y clase y de la educación de las mujeres, como aparece por ejemplo en su entremés La crueldad sin venganza, que presenta la rebelión de las mujeres de un pueblo que, cansadas de la tiranía y la brutalidad de sus maridos, deciden actuar de forma colectiva y contundente para exigir sus derechos. Estuvo activo entre 1741 y 1773 y fue un autor central en el género de la zarzuela de mediados del siglo XVIII, colaborando con músicos como José de Nebra, de quien fue además amigo y albacea, pero también con Manuel Ferreira y Francesco Coradini; además sus sainetes fueron un referente importante para los de Ramón de la Cruz. Con una comedia de magia, Cuando hay falta de hechiceros lo quieren ser los gallegos (1742) alcanzó un gran éxito.

## Obras

### Comedias y dramas
- El amante de María y venerable Padre Fr. Simón de Rojas (dos partes)
- Fe de Abraham y sacrificio de Isaac
- El mayor blasón de España, 1744.
- No siempre es cierto el destino, comedia nueva
- La impiedad y la traición ceden a la compasión, comedia nueva
- Refundición de Felipe Godínez, La paciencia más constante del mejor Fénix de Oriente y los trabajos de Job, 1754.
- La tragedia anunciada es menos sucedida que esperada, por otro título Cumplir lo que ofrece el hado : comedia nueva.
- La dicha en el precipicio
- Cuando hay falta de hechiceros lo quieren ser los gallegos, y Asombro de Salamanca (1742), tres partes. Hay edición moderna de Ana Contreras Elvira, (Teatro ADE, 2017).
- Santo, esclavo, y Rey a un tiempo, y mejor lis de la Francia, San Luis: comedia nueva, Madrid: en la imprenta de Antonio Sanz, 1743.
- Hay venganza que es clemencia, 1748.
- A la gran deidad de Marte, 1760 y 1767.
- Dar honor el hijo al padre y al hijo una ilustre madre: comedia nueva, 1773.
- También se ama en el Barquillo y mágica siciliana

### Zarzuelas y óperas
- La colonia de Diana, representada el 7 de septiembre de 1745, Coliseo del Príncipe, zarzuela con música de José de Nebra.
- Adición a la colonia de Diana, año de 1746.
- Donde hay violencia no hay culpa, 1744, zarzuela con música de José de Nebra.
- No hay perjurio sin castigo, zarzuela con música de José de Nebra.
- Zarzuela nueva, intitulada para obsequio a la deydad, nunca es culto la crueldad, y Iphigenia en Tracia: fiesta que representó en el Coliseo de la Cruz la Compañía de Joseph Parra el día 15 de Enero de este año de 1747, Madrid, 1747, con música de José de Nebra.
- Dramma harmonica, intitulada: antes que zelos, y amor, la piedad llama al valor, y achiles en troya: fiesta, que se ha de executar por las dos Compañías Españolas en el Coliseo del Principe, este presente año de 1747, Madrid, 1747.
- No todo indicio es verdad. Alejandro en Asia, 1744, ópera basada en la Talestris de Pietro Metastasio

### Teatro menor
- Las bodas a bulto, sainete
- Los enganchados : entremés
- La iluminación y acampamento de Aranjuez : fin de fiesta nuevo.
- La crueldad sin venganza, entremés. Hay edición moderna de Ana Contreras Elvira (Teatro. ADE, 2017).
- Paso representado entre dos damas

### Poemas narrativos
- Metrica narracion, ó breve poema historico, origen, olvido, restauracion, y culto de Maria santissima del Consuelo. Madrid, A. Marin, 1743.